# Rebel Never Gets Old
Rebel Never Gets Old is een mash-up van de nummers "Rebel Rebel" en "Never Get Old" van de Britse muzikant David Bowie. De twee nummers zijn door elkaar gemixt door producer Mark Vidler, ook bekend als Go Home Productions. Het is een zeldzame single die werd uitgebracht op enkele kopieën van het album Reality in Europa in 2004. De "Radio Mix" was beschikbaar als een downloadsingle op iTunes voordat de promotionele single werd uitgebracht.

## Tracklist
- Alle nummers geschreven door Bowie.

1. "Rebel Never Gets Old" (Radio Mix) - 3:25
2. "Rebel Never Gets Old" (7th Heaven Edit) - 4:19
3. "Rebel Never Gets Old" (7th Heaven Mix) - 7:23
4. "Days" - 3:19